# Jean-Marc Bacquin
Jean-Marc Bacquin (ur. 20 lutego 1964 w Bois-Colombes) – francuski narciarz, specjalista narciarstwa dowolnego. Zdobył brązowe medale w skokach akrobatycznych na mistrzostwach świata w Tignes i na mistrzostwach w Altenmarkt. Zajął piąte miejsce w skokach akrobatycznych na igrzyskach olimpijskich w Calgary oraz czwarte na igrzyskach w Albertville, jednak narciarstwo dowolne było wtedy jedynie dyscypliną pokazową. Skoki akrobatyczne stały się pełnoprawną konkurencją olimpijską dopiero na igrzyskach w Lillehammer, Bacquin zajął tam 9. miejsce.
Najlepsze wyniki w Pucharze Świata osiągnął w sezonie 1989/1990, kiedy to zajął 8. miejsce w klasyfikacji generalnej, a w klasyfikacji skoków akrobatycznych wywalczył małą kryształową kulę. W sezonie 1991/1992 był drugi, a w sezonach 1985/1986 i 1990/1991 trzeci w klasyfikacji skoków akrobatycznych.
W 1994 r. zakończył karierę.

## Osiągnięcia

### Igrzyska olimpijskie
| Miejsce | Dzień     | Rok  | Miejscowość | Konkurencja        | Zwycięzca            |
| ------- | --------- | ---- | ----------- | ------------------ | -------------------- |
| 9.      | 24 lutego | 1994 | Lillehammer | Skoki akrobatyczne | Andreas Schönbächler |

### Mistrzostwa świata
| Miejsce | Dzień     | Rok  | Miejscowość | Konkurencja        | Zwycięzca        |
| ------- | --------- | ---- | ----------- | ------------------ | ---------------- |
| 3.      | 4 lutego  | 1986 | Tignes      | Skoki akrobatyczne | Lloyd Langlois   |
| 4.      | 5 marca   | 1989 | Oberjoch    | Skoki akrobatyczne | Lloyd Langlois   |
| 5.      | 17 lutego | 1991 | Lake Placid | Skoki akrobatyczne | Philippe LaRoche |
| 3.      | 14 marca  | 1993 | Altenmarkt  | Skoki akrobatyczne | Philippe LaRoche |

#### Miejsca w klasyfikacji generalnej
- sezon 1983/1984: 27.
- sezon 1984/1985: 16.
- sezon 1985/1986: 16.
- sezon 1986/1987: 19.
- sezon 1987/1988: 20.
- sezon 1988/1989: 28.
- sezon 1989/1990: 8.
- sezon 1990/1991: 13.
- sezon 1991/1992: 11.
- sezon 1992/1993: 11.
- sezon 1993/1994: 30.

#### Miejsca na podium
1. Ravascletto – 29 lutego 1984 (Skoki akrobatyczne) – 3. miejsce
2. Lake Placid – 20 stycznia 1985 (Skoki akrobatyczne) – 3. miejsce
3. Le Sauze – 2 lutego 1985 (Skoki akrobatyczne) – 1. miejsce
4. Kranjska Gora – 21 lutego 1985 (Skoki akrobatyczne) – 2. miejsce
5. Tignes – 13 grudnia 1985 (Skoki akrobatyczne) – 3. miejsce
6. Mariazell – 16 lutego 1986 (Skoki akrobatyczne) – 2. miejsce
7. Oberjoch – 2 marca 1986 (Skoki akrobatyczne) – 3. miejsce
8. Voss – 9 marca 1986 (Skoki akrobatyczne) – 3. miejsce
9. Mont Gabriel – 11 stycznia 1987 (Skoki akrobatyczne) – 3. miejsce
10. Voss – 12 marca 1989 (Skoki akrobatyczne) – 3. miejsce
11. La Plagne – 17 grudnia 1989 (Skoki akrobatyczne) – 1. miejsce
12. Lake Placid – 14 stycznia 1990 (Skoki akrobatyczne) – 2. miejsce
13. Breckenridge – 21 stycznia 1990 (Skoki akrobatyczne) – 3. miejsce
14. Whistler Blackcomb – 27 stycznia 1990 (Skoki akrobatyczne) – 2. miejsce
15. Inawashiro – 11 lutego 1990 (Skoki akrobatyczne) – 1. miejsce
16. Iizuna – 18 lutego 1990 (Skoki akrobatyczne) – 2. miejsce
17. Zermatt – 16 grudnia 1990 (Skoki akrobatyczne) – 2. miejsce
18. Piancavallo – 21 grudnia 1990 (Skoki akrobatyczne) – 3. miejsce
19. Whistler Blackcomb – 13 stycznia 1991 (Skoki akrobatyczne) – 2. miejsce
20. La Plagne – 21 lutego 1991 (Skoki akrobatyczne) – 3. miejsce
21. Pyhätunturi – 17 marca 1991 (Skoki akrobatyczne) – 2. miejsce
22. Tignes – 7 grudnia 1991 (Skoki akrobatyczne) – 1. miejsce
23. Piancavallo – 15 grudnia 1991 (Skoki akrobatyczne) – 3. miejsce
24. Oberjoch – 2 lutego 1992 (Skoki akrobatyczne) – 2. miejsce
25. Inawashiro – 1 marca 1992 (Skoki akrobatyczne) – 1. miejsce
26. Madarao – 5 marca 1992 (Skoki akrobatyczne) – 3. miejsce
27. Altenmarkt – 14 marca 1992 (Skoki akrobatyczne) – 1. miejsce
28. Breckenridge – 17 stycznia 1993 (Skoki akrobatyczne) – 1. miejsce
29. Lake Placid – 22 stycznia 1994 (Skoki akrobatyczne) – 1. miejsce

- W sumie 8 zwycięstw, 9 drugich i 12 trzecich miejsc.